# Learjet 40
Dimensions
Le Learjet 40 (LJ40) est un avion d'affaires léger produit par Bombardier Aerospace.

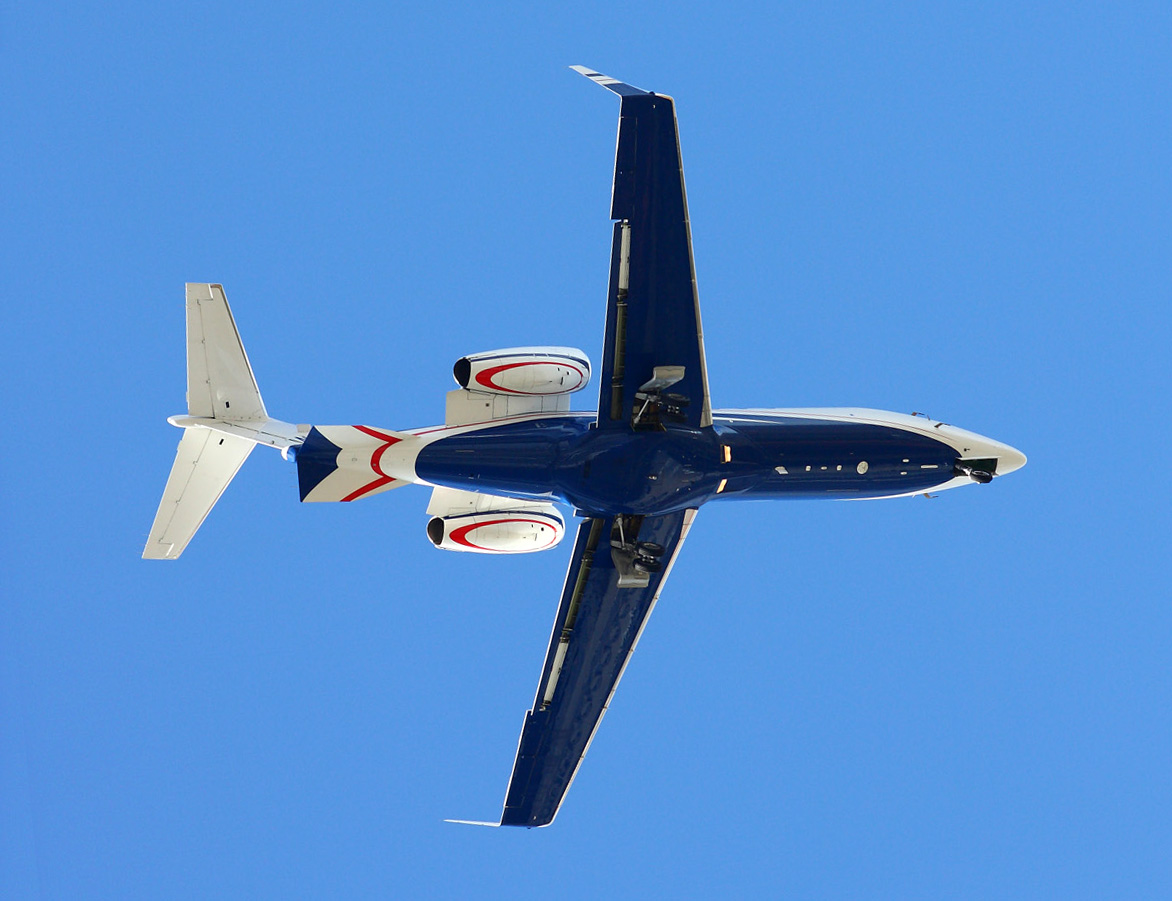
Learjet 40.

## Développement
Créé à partir de la base du Bombardier Learjet 45, le Learjet 40 à un fuselage réduit de 60 cm, comparé à ce dernier et est propulsé par deux réacteurs Honeywell TFE731-20AR. Le prototype du Learjet 40, conçu avec une base de Learjet 45, a volé pour la première fois le 31 août 2002. Le premier avion issu de la chaîne de production a quant à lui effectué son premier vol le 5 septembre 2002. Ces deux vols ont décollé de l'aéroport de Wichita dans le comté de Sedgwick au Kansas (États-Unis). Le Learjet 40 est entré en service en janvier 2004. Il remplace, dans la gamme Learjet, le 31.
Le Learjet 40 XR est une évolution du LJ40 parue en octobre 2004. Cette nouvelle version permet une masse maximale au décollage plus importante, une vitesse de croisière plus importante et un meilleur temps de montée comparé au Learjet 40. Ces gains de performance ont été possibles grâce à des réacteurs TFE731-20BR. Les propriétaires de Learjet 40 peuvent convertir leur aéronef en Learjet 40XR.

## Livraisons
Au total, 133 Learjet 40, variante XR comprise, ont été livrés, jusqu'en 2013. 